# 머로잔 에리커
머로잔 에리커(헝가리어: Marozsán Erika, 1972년 8월 3일 ~ )는 헝가리의 배우이다. 영화 《피스트 오브 러브》(2007)에 출연했다.

## 출연작 목록
- 피스트 오브 러브(2007)
- 허큘리스(2014) - 에르게니아의 처녀 역
- 더 커스 오브 스티리아(2014) - 미스 에바 파스트로 역